# آبشار جیا لونگ
آبشار جیا لونگ (به چینی: 蛟龍瀑布) آبشاری است که در کشور تایوان واقع شده‌است و بلندترین ریزشگاه آن ۶۰۰ متر ارتفاع دارد. حوضهٔ آبریز این آبشار، رود سیسونال است.